# مسابقه بین‌المللی برنامه‌نویسی دانش‌جویی

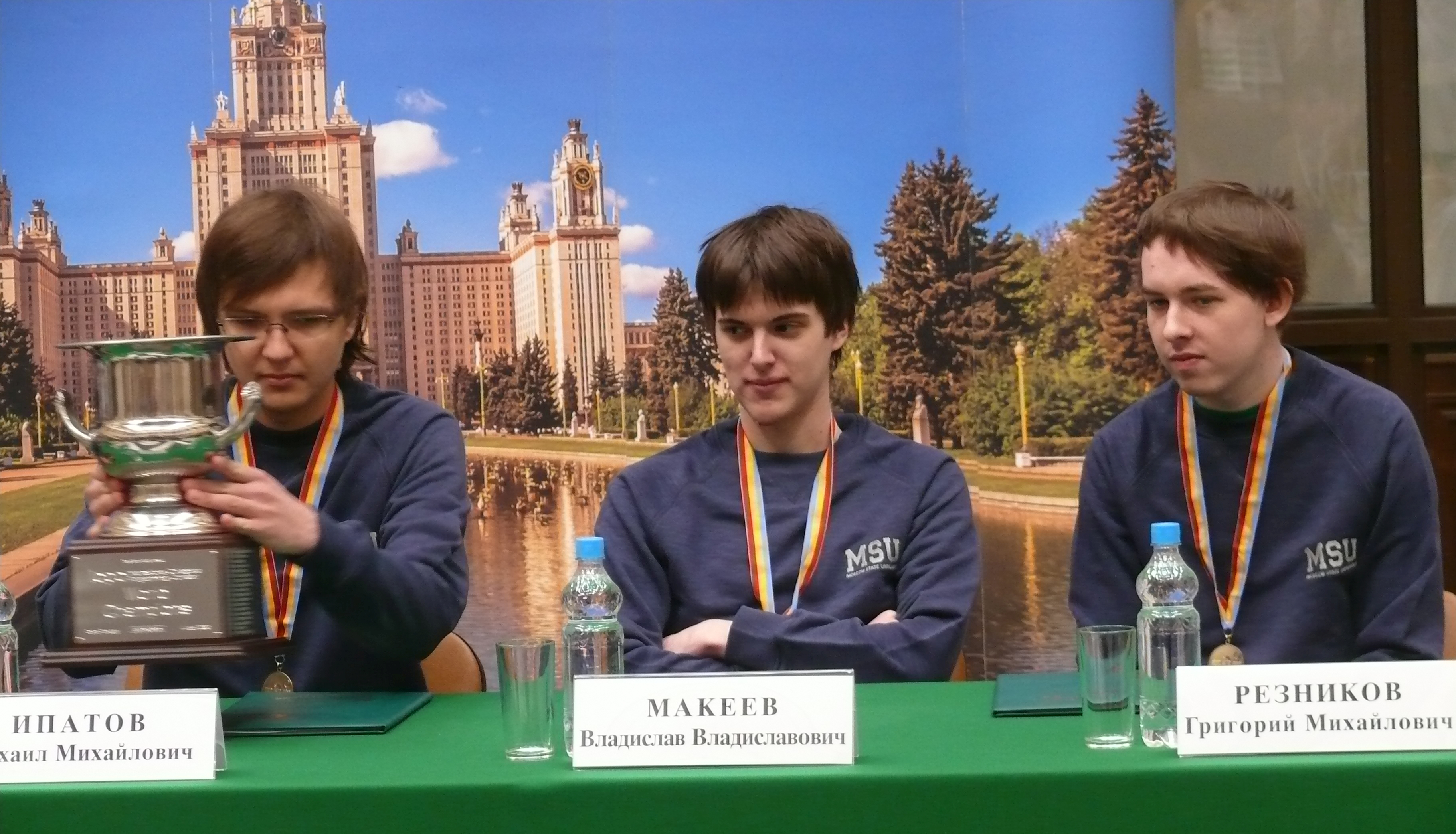
مسابقه بین‌المللی برنامه‌نویسی دانشجویی

مسابقات بین‌المللی برنامه‌نویسی دانش‌جویی (به انگلیسی: ICPC) همه ساله به عنوان یکی از مهم‌ترین و معتبرترین مسابقات برنامه‌نویسی در سطح جهان برگزار می‌گردد. این مسابقات تا سال ۲۰۱۸ از سوی انجمن ماشین‌های محاسباتی و با پشتیبانی شرکت‌های بزرگی چون IBM برگزار می‌شد و با نام ACM-ICPC خوانده می‌شد. این مسابقات در ایران به اختصار به مسابقات ای‌سی‌ام معروف است. تیم‌های شرکت‌کننده در این مسابقات، دانشجویان دانشگاه‌های سرتاسر جهان هستند که ابتدا در مسابقات منطقه‌ای شرکت می‌کنند و سپس تیم‌های برگزیده جواز حضور در فینال را کسب می‌نمایند. مسابقه فینال معمولاً در اوایل بهار هر سال برگزار می‌شود.
مسابقات منطقه‌ای غرب آسیا از سال ۱۳۷۸ تا کنون (به جز سال ۱۳۹۰) در دانشگاه صنعتی شریف برگزار شده‌است. مسئولیت این مسابقات بر عهدهٔ دکتر محمد قدسی است. در سال ۱۳۹۰ به علت حضور دکتر محمد قدسی در فرصت مطالعاتی این مسابقه به میزبانی دانشگاه تهران و با مسئولیت دکتر رامتین خسروی برگزار گردید. مسابقه منطقه‌ای غرب آسیا عموماً در اواخر پاییز هر سال برگزار می‌شود.
در چنین مسابقاتی علاوه بر تسلط بر یکی از زبان‌های برنامه‌نویسی سی، سی پلاس‌پلاس، جاوا یا پایتون (البته تضمین نمی‌شود تمام سؤال‌ها به وسیله پایتون قابل حل باشند) مباحثی نظیر طراحی الگوریتم و ساختمان داده‌ها بسیار تأثیرگذار هستند.

## قوانین مسابقه
مسابقات بین‌المللی برنامه‌نویسی دانش‌جویی یک مسابقهٔ تیمی می‌باشد. قوانین موجود بیان می‌کنند که هر تیم باید شامل ۳ نفر باشد. شرکت‌کنندگان باید در دانشگاه مشغول به تحصیل باشند و کمتر از ۵ سال سابقهٔ حضور در دانشگاه داشته باشند. دانشجویانی که دو بار در مرحلهٔ جهانی حضور داشته‌اند نیز نمی‌توانند در مسابقه شرکت کنند. مدت مسابقه ۵ ساعت و تعداد سؤالاتی معمولاً بین ۸ تا ۱۲ سؤال است. تیم‌ها که تنها یک رایانه در اختیار دارند، باید جواب‌های خود را در قالب کدهای سی، سی پلاس‌پلاس، پایتون یا جاوا به سیستم داوری خودکار ارسال کنند. سپس برنامه‌های ارسالی توسط داده‌ها مورد آزمایش قرار می‌گیرند. اگر برنامه‌ای نتواند در مقابل تمام داده‌ها پاسخ درستی بدهد مورد قبول قرار نمی‌گیرد و تیم با احتساب جریمه می‌تواند برنامه دیگری ارسال کند.
تیمی برنده است که بیشترین تعداد سؤال‌ها را به درستی حل کند. اگر رتبه‌بندی تیم‌ها برای دریافت مدال و جوایز ضروری باشد، رتبه تیم با توجه به زمان سپری شده در هر مرحله برای ارسال پاسخ درست به علاوهٔ بیست دقیقه برای هر پاسخ نادرست که قبل از هر سؤال حل شده ارسال شده، تعریف می‌شود.
به عنوان مثال شرایطی را برای دو تیم آبی و قرمز در نظر می‌گیریم. این دو تیم از نظر تعداد سؤالات حل شده با یک دیگر برابر هستند. تیم قرمز پاسخ‌های خود را برای سؤالات A و B به ترتیب در ۰۱:۰۰ و ۰۲:۴۵ پس از آغاز مسابقه ارسال کرده‌است. همچنین تیم قرمز یک پاسخ غلط برای سؤال C ارسال کرده‌است اما چون نتوانستند سؤال C را حل کنند این پاسخ غلط در نظر گرفته نمی‌شود. تیم آبی پاسخ‌های خود را برای سؤالات A و C در ۰۱:۲۰ و ۰۲:۰۰ پس از آغاز مسابقه ارسال کرده‌است. همچنین تیم آبی یک ارسال غلط برای سؤال C داشته‌است.نتیجه به این صورت ارزیابی می‌شود که تیم قرمز در مجموع ۰۱:۰۰+۰۲:۴۵=۳:۴۵ و تیم آبی در مجموع ۰۱:۲۰+۰۲:۰۰+۰۰:۲۰=۰۳:۴۰ زمان برای سؤالات صرف کرده‌اند. در نتیجه تیم آبی برنده است.

## آماده‌سازی برای مسابقه
منابع الکترونیکی بسیاری برای آماده‌سازی علاقه‌مندان به چنین مسابقاتی وجود دارد. یکی از مشهورترین آن‌ها که به خاطر رایگان بودن مورد استقبال بسیار نیز قرار گرفته‌است، کتاب الکترونیکی Art of Programming Contest نوشته احمد شمس العارفین (به انگلیسی: Ahmed Shamsul Arefin) می‌باشد.

## برندگان
| بردها | کشور         | دانشگاه                     | آخرین برد |
| ----- | ------------ | --------------------------- | --------- |
| ۸     | روسیه        | دانشگاه ایتمو               | ۲۰۱۸      |
| ۴     | روسیه        | دانشگاه دولتی سن پترزبورگ   | ۲۰۱۶      |
| ۳     | چین          | دانشگاه جیائو تونگ شانگهای  | ۲۰۱۰      |
| ۳     | ایالات متحده | دانشگاه استنفورد            | ۱۹۹۱      |
| ۲     | روسیه        | دانشگاه دولتی مسکو          | ۲۰۱۹      |
| ۲     | لهستان       | دانشگاه ورشو                | ۲۰۰۷      |
| ۲     | کانادا       | دانشگاه واترلو              | ۱۹۹۹      |
| ۲     | ایالات متحده | مؤسسه فناوری کالیفرنیا      | ۱۹۸۸      |
| ۲     | ایالات متحده | دانشگاه واشینگتن در سن‌لوئیس | ۱۹۸۰      |

| سال  | کشور         | دانشگاه                     |
| ---- | ------------ | --------------------------- |
| ۲۰۱۹ | روسیه        | دانشگاه دولتی مسکو          |
| ۲۰۱۸ | روسیه        | دانشگاه دولتی مسکو          |
| ۲۰۱۷ | روسیه        | دانشگاه ایتمو               |
| ۲۰۱۶ | روسیه        | دانشگاه دولتی سن پترزبورگ   |
| ۲۰۱۵ | روسیه        | دانشگاه ایتمو               |
| ۲۰۱۴ | روسیه        | دانشگاه دولتی سن پترزبورگ   |
| ۲۰۱۳ | روسیه        | دانشگاه ایتمو               |
| ۲۰۱۲ | روسیه        | دانشگاه ایتمو               |
| ۲۰۱۱ | چین          | دانشگاه ججیانگ              |
| ۲۰۱۰ | چین          | دانشگاه جیائو تونگ شانگهای  |
| ۲۰۰۹ | روسیه        | دانشگاه ایتمو               |
| ۲۰۰۸ | روسیه        | دانشگاه ایتمو               |
| ۲۰۰۷ | لهستان       | دانشگاه ورشو                |
| ۲۰۰۶ | روسیه        | دانشگاه دولتی ساراتوف       |
| ۲۰۰۵ | چین          | دانشگاه جیائو تونگ شانگهای  |
| ۲۰۰۴ | روسیه        | دانشگاه ایتمو               |
| ۲۰۰۳ | لهستان       | دانشگاه ورشو                |
| ۲۰۰۲ | چین          | دانشگاه جیائو تونگ شانگهای  |
| ۲۰۰۱ | روسیه        | دانشگاه دولتی سن پترزبورگ   |
| ۲۰۰۰ | روسیه        | دانشگاه دولتی سن پترزبورگ   |
| ۱۹۹۹ | کانادا       | دانشگاه واترلو              |
| ۱۹۹۸ | جمهوری چک    | دانشگاه کارلف               |
| ۱۹۹۷ | ایالات متحده | کالج هاروی ماد              |
| ۱۹۹۶ | ایالات متحده | دانشگاه کالیفرنیا، برکلی    |
| ۱۹۹۵ | آلمان        | دانشگاه فرایبورگ            |
| ۱۹۹۴ | کانادا       | دانشگاه واترلو              |
| ۱۹۹۳ | ایالات متحده | دانشگاه هاروارد             |
| ۱۹۹۲ | استرالیا     | دانشگاه ملبورن              |
| ۱۹۹۱ | ایالات متحده | دانشگاه استنفورد            |
| ۱۹۹۰ | نیوزلند      | دانشگاه اتاگو               |
| ۱۹۸۹ | ایالات متحده | دانشگاه کالیفرنیا، لس آنجلس |
| ۱۹۸۸ | ایالات متحده | مؤسسه فناوری کالیفرنیا      |
| ۱۹۸۷ | ایالات متحده | دانشگاه استنفورد            |
| ۱۹۸۶ | ایالات متحده | مؤسسه فناوری کالیفرنیا      |
| ۱۹۸۵ | ایالات متحده | دانشگاه استنفورد            |
| ۱۹۸۴ | ایالات متحده | دانشگاه جانز هاپکینز        |
| ۱۹۸۳ | ایالات متحده | دانشگاه نبراسکا در لینکلن   |
| ۱۹۸۲ | ایالات متحده | دانشگاه بیلر                |
| ۱۹۸۱ | ایالات متحده | دانشگاه علم و فناوری میزوری |
| ۱۹۸۰ | ایالات متحده | دانشگاه واشینگتن در سن‌لوئیس |
| ۱۹۷۹ | ایالات متحده | دانشگاه واشینگتن در سن‌لوئیس |
| ۱۹۷۸ | ایالات متحده | مؤسسه فناوری ماساچوست       |
| ۱۹۷۷ | ایالات متحده | دانشگاه ایالتی میشیگان      |